# 任天堂Network
任天堂Network是任天堂为任天堂3DS、Wii U及其兼容游戏提供的線上服務，于2012年1月27日公布，是继任天堂Wi-Fi连接（Nintendo Wi-Fi Connection）后任天堂的第二个线上服务，与Nintendo Wi-Fi Connection并行运行，主要竞争对手是索尼電腦娛樂（現索尼互動娛樂）的PlayStation Network和微软的Xbox Live（現Xbox network）。
2024年1月，任天堂宣布於4月9日上午7時（UTC+08:00）終止服務，意味着營運12年的任天堂Network正式關閉。
任天堂Switch並沒有使用任天堂Network作為線上平台，而是用收費營運的任天堂Switch Online平台。

## 历史
在2012年1月20日公布的《最终幻想：节奏剧场》以及《真三国无双VS》的包装盒首次出现Nintendo Network图标。并在1月27日的任天堂股东大会上由任天堂社长岩田聪正式向投资者介绍Nintendo Network。

## Miiverse
Miiverse是任天堂建基于Nintendo Network的玩家社交服务，由任天堂和Hatena负责搭建社区。2017年11月8日下午3点，Miiverse结束服务。